# Llau del Romeral
La llau del Romeral és un barranc del terme de Castell de Mur, dins de l'antic terme de Mur, al Pallars Jussà.
Es forma just al sud-est de l'antic poble del Meüll, a prop d'on hi hagué la Casa de la Rosa. Des d'on davalla cap al nord-est. Passa pel sud de la Torre Ginebrell i de les restes de Casa Ginebrell, passa a migdia dels Olivers del Romeral, i poc després s'ajunta amb la llau del Rengat per tal de formar el barranc de Sant Gregori.